# Herrschaftszeiten – Johann-Philipps Schlossbesuche
Herrschaftszeiten – Johann-Philipps Schlossbesuche ist eine Fernsehserie des ORF. Die Sendungen werden seit 2021 in Österreich produziert. Jede Folge hat 45 Minuten Laufzeit.

## Die Sendung
Die ersten beiden Staffeln wurden im Sommer 2021 und 2022, dienstags um 21:05, auf ORF 2 ausgestrahlt. Moderator der Sendung ist der Berufspilot Johann-Philipp Spiegelfeld. Im Rahmen eines Castings wurde er für die Moderation der Sendung ausgewählt. Der studierte Historiker stammt selbst aus einem ehemaligen österreichischen Adelsgeschlecht und steht erstmals als TV-Moderator vor der Kamera.
Das Konzept der Sendung stammt von Martin S. Pusch, der auch für Buch und Regie aller Folgen verantwortlich zeichnet. Kameramann ist Carlo Hofmann. Die Sendungsverantwortung obliegt Ines Schwandner.
Johann-Philipp Spiegelfeld besucht in jeder Folge österreichische Adelsfamilien auf ihren Stammsitzen und zeigt, wie heutzutage in den Schlössern und Burgen gelebt wird und welche Sorgen die Eigentümer haben. Er nimmt die Zuseherinnen und Zuseher mit ins Innere der imposanten Anwesen.
Die Titelmelodie ist aus der Hebridian Symphony des britischen Komponisten Sir Granville Bantock.
Besonders hervorgehoben wird die Musikauswahl, die als gewagt aber sehr gelungen beschrieben wird.
Zu Beginn der 3. Staffel erschienen zahlreiche Artikel, die sich mit dem Erfolgsformat beschäftigt haben. In der Tageszeitung Kurier wird der Erfolg der Sendung wie folgt umrissen:
„Wenn man von einer neuen Serie hört, in der Österreichs Schlösser besucht werden, kommt wohl reflexmäßig das große Gähnen. Alles schon gesehen. Aber Sendungsmacher Martin Pusch ist 2021 mit „Herrschaftszeiten!“ das Kunststück gelungen, einen neuen Sommer-Quotenbringer zu erfinden. Großen Anteil daran hat Moderator Johann-Philipp Spiegelfeld, dessen lockere und ungebriefte Art gut ankommt.“

## 1. Staffel
Die erste Staffel von Herrschaftszeiten wurde von 20. Juli 2021 bis 24. August 2021 ausgestrahlt. Sie erreichte gute Quoten. In der 5. Folge der 1. Staffel wurden einmalig 2 Schlösser besucht.
Folgende Schlösser wurden in der 1. Staffel besucht:
- Schloss Tratzberg
- Schloss Kornberg
- Burg Bernstein
- Riegersburg
- Schoss Greillenstein
- Schloss Grafenegg
- Burg Clam

## 2. Staffel
Die 2 Staffel wurde im Frühjahr/Sommer 2022 produziert und von 26. Juli 2022 bis 23. August 2022 ausgestrahlt. Die letzte Folge der 2. Staffel bescherte der Erfolgsproduktion einen Rekord zum Staffelfinale. Im Schnitt sahen mehr als 580.000 den Besuch auf Schloss Scharnstein.
Folgende Schlösser wurden in der 2. Staffel besucht:
- Schloss Rohrau
- Schloss Neudau
- Schloss Altenhof
- Kaiservilla Bad Ischl
- Schloss Scharnstein

Am Tag nach der Ausstrahlung der letzten Folge verkündete ORF die Beauftragung einer 3. Staffel.

## 3. Staffel
Am 1. August 2023 startete die 3. Staffel des ORF-Erfolgsformats auf ORF 2. Den Auftakt zur neuen Staffel machte ein Best-Of der ersten beiden Staffeln.
Folgende Schlösser wurden in der 3. Staffel besucht:
- Schloss Litschau
- Schloss Hollenburg
- Schloss Birkfeld
- Schloss Kapfenstein
- Schloss Schenna

Das Best-Of erreichte sehr gute Quoten, wurde aber von der 1. „regulären“ Folge übertroffen.

## 4. Staffel
Am 13. August 2024 startete die 4. Staffel auf ORF 2. Den Auftakt zur neuen Staffel machte davor ein Best-Of der ersten beiden Staffeln.
Folgende Schlösser wurden in der 4. Staffel besucht:
- Schloss Kohfidisch
- Schloss Frauental
- Schloss Prugg

## 5. Staffel
ab Sommer 2025
Folgende Schlösser 
Schloss Steyregg
Schloss Stein (Dellach im Drautal)